# 長谷秀雄
長谷 秀雄（はせ ひでお、1900-1986年）日本の彫刻家。大分県別府市生まれ。

## 生涯
彫刻家　朝倉文夫に師従し、現在の東京藝術大学の前身である東京美術学校（旧制）を修了。
京都西本願寺 大谷尊由の支援を受け、埼玉県蕨市中央三丁目にアトリエを開設。終戦の2年後（昭和22年）には蕨画塾（わらびがじゅく）を開塾、翌年（昭和23年）には埼玉県から各種学校の認可を受けている。芸術家を志す人だけでなく広く一般人を受け入れ、戦後美術の発展に寄与した。
閉校するまでの受講生は約1300名、現在の東京藝術大学にも200名以上の塾生が入学した。東京芸術藝術大学教授の安井 曾太郎は画塾を「芸大分校」と形容している。
随筆集『随筆画窓漫談』には熊本の「とのさん」こと細川護立侯と当時の美術界の面々の日常が記され、歌集『浩然居歌集』の題字も細川侯より寄稿されている。
総作品数は不明であるが、郷里である大分県にも大友宗麟像（大分市城址公園、大分市神宮寺浦公園）、裸婦像（別府市公会堂、別府市的ヶ浜公園）など多くの作品が展示されている。

晩年は、大分県別府市の観海寺温泉付近にアトリエを設けて、冬季になると帰郷し制作活動を行っていた。

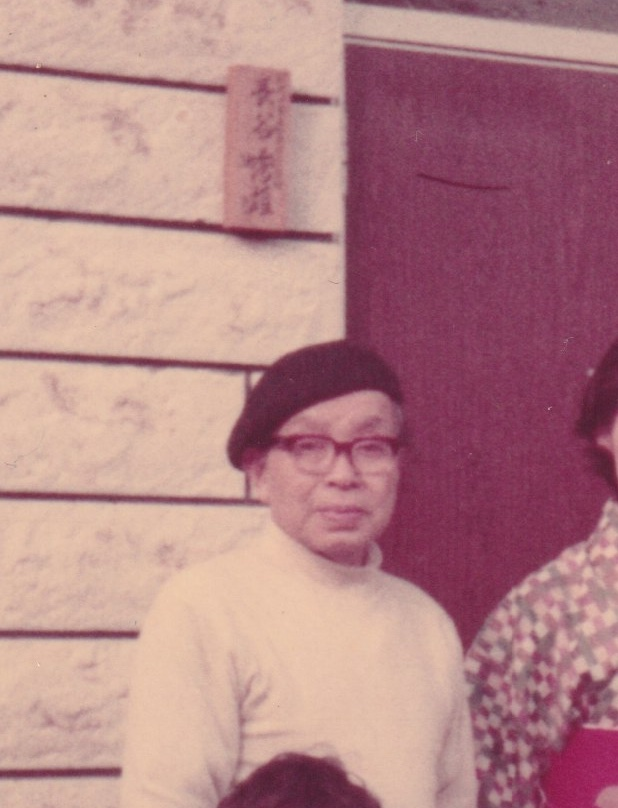
本人像　観海寺アトリエにて　昭和４９年２月

### 略歴
- 1900年　大分県別府市に生まれる
- 1923年　朝倉文夫の門下生となる
- 1929年　東京美術学校卒業
- 1932年　東京美術学校研究科修了
- 1936年　帝展無監査
- 1947年　埼玉県蕨市に蕨画塾を開校
- 1964年　蕨画塾　閉校
- 1965年　日展委属
- 1966年　埼玉県芸術文化賞受賞
- 1981年　勲五等瑞宝章受賞
- 1986年　逝去
- 2016年　凄っ！蕨画塾展　～蕨の町に芽吹いた美術学校の軌跡～

## 著書
- 長谷秀雄　『浩然居歌集』　中央公論事業出版、1965年
- 長谷秀雄　『随筆画窓漫談』　伝統と現代社、1981年